# Амьен-8 (Нор)
Амьен-8 (Нор) (фр. Amiens 8e (Nord)) — упраздненный кантон во Франции, регион Пикардия, департамент Сомма. Входил в состав округа Амьен.
В состав кантона входили коммуны (население по данным Национального института статистики за 2009 г.):
- Аллонвиль (704 чел.)
- Амьен (15 274 чел.) (частично)
- Пуленвиль (1 280 чел.)

## Политика
На президентских выборах 2012 г. жители кантона отдали в 1-м туре Франсуа Олланду 33,1 % голосов против 22,9 % у Николя Саркози и 17,2 % у Марин Ле Пен, во 2-м туре в кантоне победил Олланд, получивший 58,3 % голосов (2007 г. 1 тур: Сеголен Руаяль — 29,8 %, Саркози — 27,6 %; 2 тур: Руаяль — 55,0 %). На выборах в Национальное собрание в 2012 г. по 1-му избирательному округу департамента Сомма они поддержали кандидата Социалистической партии Паскаль Буастар, набравшую 36,2 % голосов в 1-м туре и 63,8 % - во 2-м туре. На региональных выборах 2010 года в 1-м туре победил список «правых», собравший 25,0 % голосов против 23,8 % у списка социалистов. Во 2-м туре «левый список» с участием социалистов и «зелёных» во главе с Президентом регионального совета Пикардии Клодом Жеверком получил 52,5 % голосов, «правый» список во главе с мэром Бове Каролин Кайё занял второе место с 32,9 %, а Национальный фронт с 14,6 % финишировал третьим.
|  | Кандидат      | Партия                  | % голосов |
|  | ------------- | ----------------------- | --------- |
|  | Франсис Лек   | Социалистическая партия | 64,37     |
|  | Маки Мераумиа | Прочие левые            | 35,63     |